# Malson a Elm Street 3
Malson a Elm Street 3 (títol original: A Nightmare On Elm Street 3: Dream Warriors) és una pel·lícula estatunidenca dirigida per Chuck Russell, estrenada l'any 1987.
Ha estat doblada al català

## Argument
Els metges Simms i Goldman cuiden en un hospital psiquiàtric adolescents víctimes d'horribles malsons dels quals refusen de parlar-ne. Nancy, una jove interna, que va patir els atacs de Freddy Krueger, l'abominable assassí de nens, s'adona que aquesta és la causa d'aquests malsons. En efecte, aquests joves són els fills de les persones que havien eliminat Krueger. Nancy proposa al metge Goldman aplicar un tractament que suprimiria els somnis durant una setmana. Simms no està acord i Goldman pren sol la iniciativa d'una sessió de grup portant els pacients sota hipnosi, en un malson col·lectiu, a combatre Freddy...

## Repartiment
- Heather Langenkamp: Nancy Thompson
- Craig Wasson: Dr. Neil Gordon
- Patricia Arquette: Kristen Parker
- Robert Englund: Freddy Krueger
- Ken Sagoes: Roland Kincaid
- Rodney Eastman: Joseph 'Joey' Crusel
- Jennifer Rubin: Taryn White
- Bradley Gregg: Phillip Anderson
- Anirà Heiden: William 'Will' Stanton
- Laurence Fishburne: Max
- Penelope Sudrow: Jennifer Caulfield
- John Saxon: Tinent Donald Thompson
- Priscilla Despuntar: Dra. Elizabeth Simms
- Clayton Landey: Lorenzo
- Brooke Bundy: Elaine Parker
- Zsa Zsa Gabor: ella mateixa

## Al voltant de la pel·lícula
- Malson a Elm Street 3 és la primera pel·lícula de Jennifer Rubin.
- És el primer episodi que ha aprofundit els orígens de Freddy Krueger, revelant la identitat de la seva mare.
- Picades d'ull al grup Dokken i música del grup hi són presents, a la pel·lícula.[3]

## Box-office
| País                                                 | Box-office   | Nbre de sem. | Classificació TLT | Data  |
| Box-office Estats Units / Canadà Estats Units Canadà | 44 793 222 $ | ? sem.       | ?e                | Total |
|                                                      |              |              |                   |       |

## Premis i nominacions
- Nominació al premi de la millor pel·lícula de terror, millor maquillatge i millor segon paper masculí (Robert Englund), per l'Acadèmia de cinema de ciència-ficció, fantàstic i de terror l'any 1988.
- Premi de la crítica i nominació al preu de la millor pel·lícula, en el festival Fantasporto l'any 1988.

## Pel·lícules de la saga
- Malson a Elm Street, de 1984
- A Nightmare on Elm Street 2: Freddy's Revenge, de 1985
- Malson a Elm Street 3, de 1987
- Malson a Elm Street 4, de 1988
- Malson a Elm Street 5: El nen somiador, de 1989
- Freddy's Dead: The Final Nightmare, de 1991
- El nou malson, de 1994
- Freddy vs. Jason, de 2003
- Malson a Elm Street. L'origen, de 2010